# Tylicz

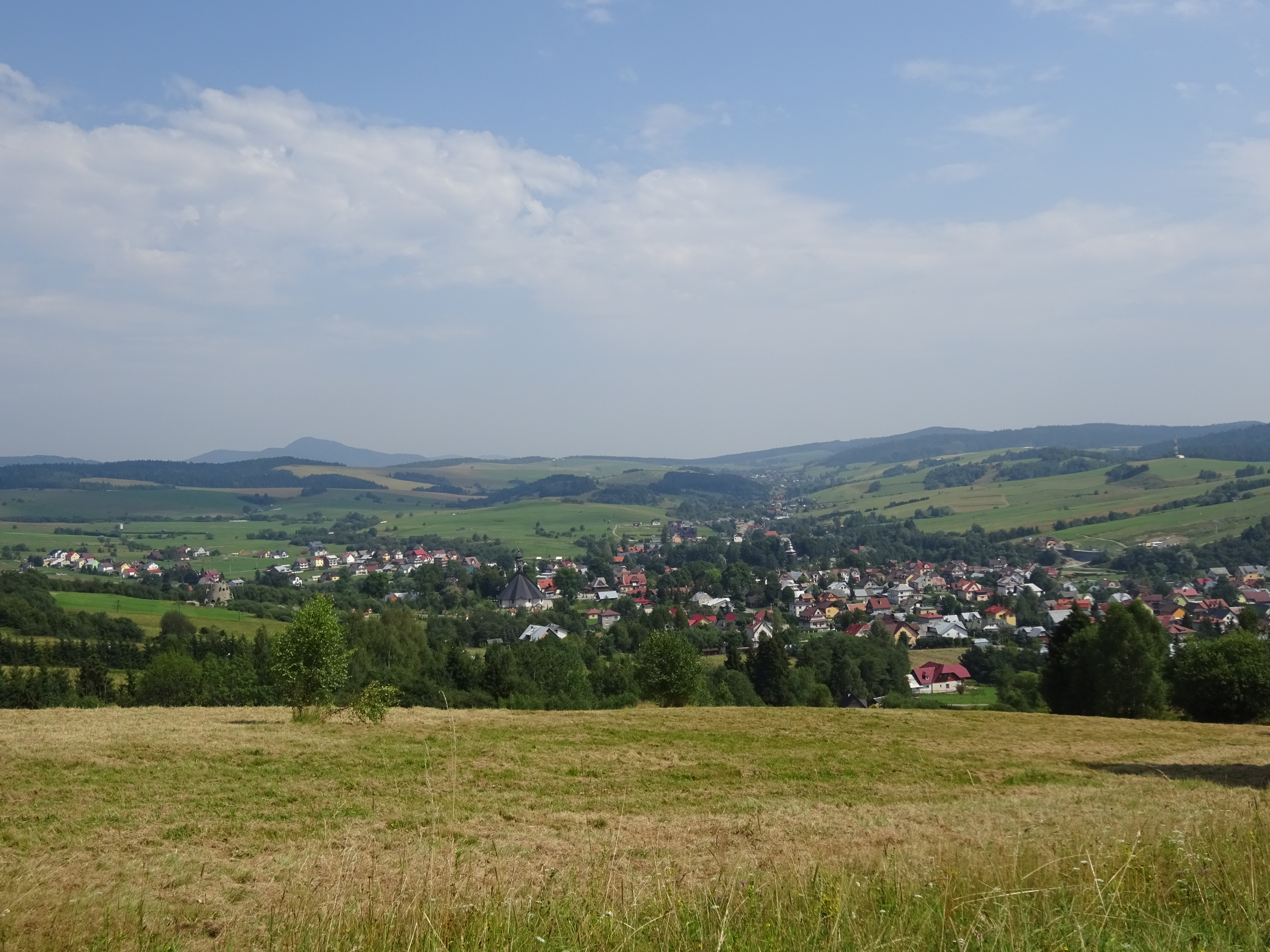
Ortsansicht

Tylicz ist eine ehemalige Stadt, jetzt ein Dorf mit einem Schulzenamt der Gemeinde Krynica-Zdrój im Powiat Nowosądecki der Woiwodschaft Kleinpolen in Polen.

## Geographie
Der Ort liegt an der Mündung des Bachs Mochnaczka in die Muszynka (Tyliczanka), an der Grenze der Sandezer Beskiden (im Westen) und der Niederen Beskiden (im Osten), etwa 6 km östlich der Stadt Krynica-Zdrój. Durch Tylicz verläuft die Staatsstraße DK 75, die Kraków über Nowy Sącz mit Muszynka an der Grenze der Slowakei (Tylicka-Pass, slowakisch Kurovské sedlo, 683 m) verbindet.

## Geschichte

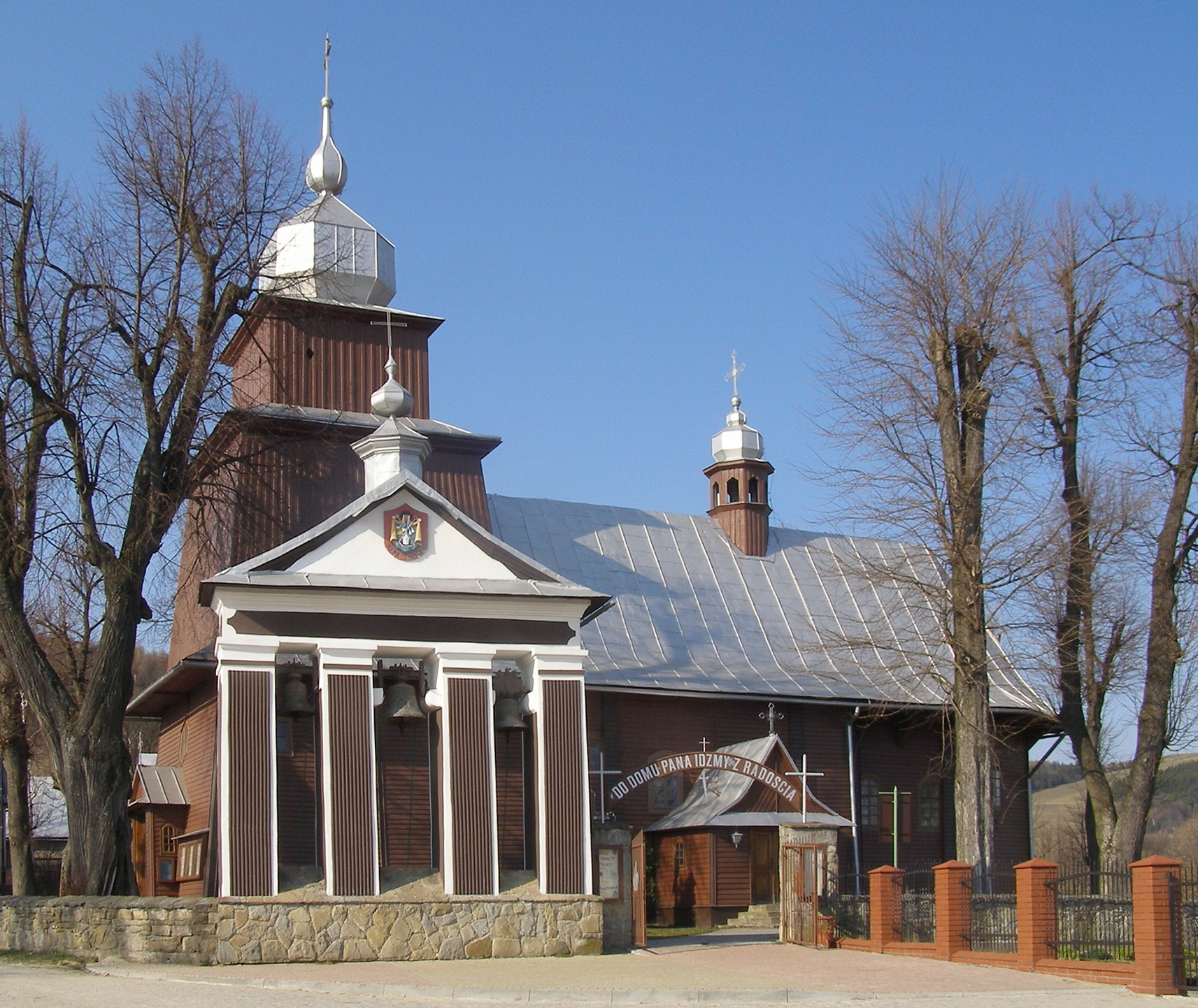
Ehemalige griechisch-katholische Kirche (1612)

Im 13. Jahrhundert bestand dort, entlang des Handelswegs von Krakau nach Bardejov durch den Tylicka-Pass, die Ortschaft Ornawa. Ornawa gehörte dem polnischen König Kasimir dem Großen, der im Jahr 1363 die Stadt Miastko (wörtlich Städtchen) gegründete. Später wurde Miastko, alias Novum Oppidum an das bischöfliche Land Muszyna angeschlossen. Trotz der Lage am Handelsweg, jedoch ohne bäuerliches Hinterland entwickelte sich das Städtchen schwach und verlor das Stadtrecht. Erst nach der walachischen Kolonisation wurde die Umgebung relativ dicht besiedelt, obwohl Tylicz zu einer polnischen Sprachinsel im Lemkenland wurde. 1612 verlieh der Krakauer Bischof Piotr Tylicki wieder das Stadtrecht (nach dem Muster von Muszyna) an Miastko. Die Stadt wurde aus Dankbarkeit in Tylicz umbenannt. Der Bischof Tylicki genehmigte die Errichtung einer unierten (griechisch-katholischen, siehe die Union von Brest, 1596) Kirche, gleichzeitig verbot er die Ansiedlung orthodoxer Bevölkerung in der Stadt. Der religiöse Konflikt endete im Jahr 1636 mit Vertreibung der mehrheitlich orthodoxen Ruthenen aus der Stadt. Die zur römisch-katholische Konfession gewechselte Kirche wurde erst im 18. Jahrhundert wieder griechisch-katholisch. In den Jahren 1769 bis 1770 wurde die Stadt zu einem wichtigen Zentrum der Konföderation von Bar („der erste polnische Nationalaufstand“).
Bereits vor der Ersten Polnischen Teilungen besetzten die Habsburger das Land Muszyna 1770. Es wurde allerdings 1772 wieder von Ungarn getrennt und an Galizien angeschlossen (ab 1804 im Kaisertum Österreich). Ab dem Jahr 1855 gehörte Tylicz zum Bezirk Nowy Sącz.
Im Jahre 1900 hatte die Marktstadt Tylicz 255 Häuser mit 1293 Einwohnern, davon die Mehrheit ruthenischsprachig (862) und griechisch-katholisch (909), außerdem gab es mehrheitlich polnischsprachige (422) Römisch-Katholiken (266) und 118 Juden.
1918, nach dem Ende des Ersten Weltkriegs und dem Zusammenbruch der k.u.k. Monarchie, kam Tylicz zur Zweiten Polnischen Republik. Tylicz verlor das Stadtrecht im Jahr 1934. Im Zweiten Weltkrieg gehörte es zum Distrikt Krakau im Generalgouvernement. Im Jahre 1947 wurden die Lemken im Rahmen der Aktion Weichsel vertrieben.
Von 1975 bis 1998 gehörte Tylicz zur Woiwodschaft Nowy Sącz.